# 週刊少年Sunday
《週刊少年Sunday》（日语：／ Shūkan Shōnen Sandē）是日本小学馆发行的综合性少年漫画杂志。該雜誌创刊於1959年，取名為Sunday只是為使讀者感受週日般快樂輕鬆的氣氛，雜誌本身是於每周三发行。拥有包括安达充、高桥留美子、青山刚昌在内的一批著名漫画家。刊载作品从画技到情节都很优秀，题材有运动、科幻、魔幻、侦破、历史、恋爱、喜劇等，呈现多样化格局。本誌重視「愛情」 「浪漫」 「女性特有的智慧」等文化要素，更傾向於由作家自行發揮。女作家佔的比率最高，少年誌之中讀者年齡層較高，高中生以上讀者佔6成。也因為重視愛情和喜劇等浪漫要素，女讀者也是三大少年誌（《週刊少年Jump》、《週刊少年Sunday》和《週刊少年Magazine》）中比率最高。
台灣是由青文出版社取得大部分漫畫的版權，曾在《元氣少年》上進行連載，但該雜誌已於2009年5月5日停刊。

## 編輯部作風
- 2008年，《魔法少年賈修》作者雷句誠和小學館因為遺失原稿的事件而鬧上法院；新条真由也在部落格上反映小學館和周刊少年Sunday编辑部的问题，指出編輯部有著不重視原稿以及對創作者缺乏基本尊重等弊病[1][2]。
- 荒川弘在2009年開始連載的《百姓貴族》中有部分陳述並嘲諷小學館編輯部的內容（如「牛媽是用其他出版社的經費做小學館的取材的混蛋」、「牛爹急診時牛媽告知某些編輯部需要休刊照顧家父，其他都同意並祝福家父早日康復，就某家問妳能畫幾頁」）。
- 2013年，《革神語》推出大幅度修改後的重製版，作者渡瀨悠宇表示是因為當初與責編I的理念不合受於干涉，所以連載時的開端部分不能令她自己感到滿意[3]。
- 2014年，總編輯鳥光裕為慶祝創刊五十五周年，小學館宣布將推出五十五部新漫畫，但也為此強迫一些原本連載中的人氣作品如《史上最強弟子兼一》、《只有神知道的世界》等作品完結，造成部分讀者不滿，銷量不增反減[4][5]。
- 2017年，青山剛昌在小学馆出版的《青山刚昌 30周年书》中披露，《名侦探柯南》连载初期，他曾经因为每周构思案件造成的劳累和编辑部之上某些人的干涉，想要结束连载，直到得知作品将被改编成电影时才改变想法[6]:83[7][8][9]；同年完結的作品《競女!!!!!!!!》作者也表示在連載過程中被編輯部刻意刁難並且被半強迫腰斬[10]，另有創作者指出，相比其他出版社，小學館在創作漫畫同人誌展示會COMITIA派出的出張編輯部（讓專業編輯現場為新人創作者們看稿）態度格外不佳[11]。

## 連載中作品
- 更新至2025年2月5日（2025年10號）

| 中译标题                          | 原文标题 | 作者                                             | 開始期号          | 備註                                             |
| --------------------------------- | -------- | ------------------------------------------------ | ----------------- | ------------------------------------------------ |
| 名偵探柯南                        |          | 青山刚昌                                         | 1994年5号         | 不定期連載                                       |
| 棒球大联盟2nd                     |          | 满田拓也                                         | 2015年15号        | 《棒球大联盟》续作                               |
| 青櫻 防衛大學物語                 |          | 二阶堂辉                                         | 2016年22/23合併號 |                                                  |
| 在魔王城说晚安                    |          | 熊之股鍵次                                       | 2016年24号        | 与同出版社的网络漫画网站《Sunday Webry》共同连载 |
| 舞伎家的料理人                    |          | 小山愛子                                         | 2017年5/6合併號   |                                                  |
| 十勝孤零零一人的農園              |          | 横山裕二                                         | 2018年1号         | 刊登顺序固定为最后                               |
|                                   |          | 畑健二郎                                         | 2018年12号        |                                                  |
|                                   |          | 高桥留美子                                       | 2019年23号        |                                                  |
| 葬送的芙莉蓮                      |          | 阿部司（作畫） 山田鐘人（原作）                  | 2020年22/23合併號 |                                                  |
| 龍與莓                            |          | 柳本光晴                                         | 2020年25号        |                                                  |
| 澀谷站鄰近家族                    |          | 久米田康治                                       | 2021年48號        |                                                  |
| 帝乃三姊妹意外地容易相處。        |          | 山根彩                                           | 2022年4/5合併號   |                                                  |
| RED BLUE                          |          | 波切敦                                           | 2022年7號         |                                                  |
| 祟                                |          | 彌                                               | 2023年20號        |                                                  |
| 手外科                            |          | 新井隆廣（作畫） 詩石燈（原作） 市原理司（監修） | 2023年25號        |                                                  |
| 和尾守積美希共度奇幻日常。        |          |                                                  | 2023年46號        |                                                  |
| 大個兒水球                        |          | 水口尚樹（作畫） 一色美穗（原作）                | 2023年50號        |                                                  |
| 沒有拍到呀                        |          |                                                  | 2024年18號        |                                                  |
| ROCK A ROCK                       |          | 馬頭                                             | 2024年19號        |                                                  |
| Hello Work Monsters               |          | 旗町                                             | 2024年22/23合併號 |                                                  |
| 迴天的阿爾巴斯                    |          | 箭坪幹（作畫） 牧彰久（原作）                    | 2024年25號        |                                                  |
| 古古路姬瑠的所有秘密              |          | 小松翔太                                         | 2024年26號        |                                                  |
| 百瀨同學的初戀破綻百出。          |          |                                                  | 2024年39號        |                                                  |
| 是一還是八                        |          | 本間仁助                                         | 2024年40號        |                                                  |
| STRAND                            |          | （作畫） NUMBER8（原作）                         | 2024年41號        |                                                  |
| 界變的魔法使                      |          | 田邊伊衛郎                                       | 2024年42號        |                                                  |
| 仕手之花-能樂師·葉賀琥太朗的綻放- |          | 寶生流二十代宗家 寶生和英（監修）                | 2024年47號        |                                                  |

#### 休刊中
| 作品名稱（中文） | 作品名稱（日文） | 作者     | 起載號     | 最新話刊登號      | 備註         |
| ---------------- | ---------------- | -------- | ---------- | ----------------- | ------------ |
| 神偷怪盜         |                  | 青山刚昌 | 1987年26号 | 2024年22/23合併號 |              |
| 颠簸繁星路       |                  | 畑健二郎 | 2015年40号 | 2016年24號        | 每月一话连载 |

## 發行量
|        | 1〜3月    | 4〜6月    | 7〜9月    | 10〜12月  |
| ------ | --------- | --------- | --------- | --------- |
| 2008年 |           | 866,667本 | 833,334本 | 802,084本 |
| 2009年 | 781,667本 | 765,000本 | 745,770本 | 717,728本 |
| 2010年 | 684,462本 | 670,417本 | 645,834本 | 624,546本 |
| 2011年 | 630,770本 | 605,000本 | 583,750本 | 565,584本 |
| 2012年 | 540,167本 | 526,500本 | 525,834本 | 520,334本 |
| 2013年 | 502,000本 | 494,000本 | 532,667本 | 490,334本 |
| 2014年 | 461,250本 | 445,500本 | 428,417本 | 411,250本 |
| 2015年 | 393,417本 | 388,417本 | 369,231本 | 356,584本 |
| 2016年 | 345,667本 | 369,833本 | 330,000本 | 323,250本 |
| 2017年 | 319,667本 | 315,750本 | 311,167本 | 306,000本 |
| 2018年 | 298,333本 | 301,667本 | 306,667本 | 296,250本 |
| 2019年 | 277,500本 | 263,333本 | 252,500本 | 242,083本 |
| 2020年 | 232,500本 | 223,636本 | 213,333本 | 206,818本 |
| 2021年 | 200,000本 | 196,667本 | 191,250本 | 188,182本 |
| 2022年 | 180,000本 | 181,667本 | 197,500本 | 171,818本 |
| 2023年 | 164,231本 | 160,417本 | 153,333本 | 148,750本 |
| 2024年 | 143,333本 | 138,750本 | 135,417本 |           |

## 連載過的作品
- 結界師（田边伊衛郎）
- DEFENSE DEVIL 惡魔辯護士（日语：DEFENSE DEVIL）（原作：尹仁完、漫畫：梁慶一）
- 烘焙王——橋口隆志
- 美鳥日記——井上和郎
- 城市風雲兒——青山剛昌
- 旋風管家——畑健二郎
- 福星小子（うる星やつら）——高桥留美子
- 乱马1/2——高桥留美子
- 犬夜叉——高桥留美子
- GS美神極樂大作戰——椎名高志
- 楚楚可憐超能少女組——椎名高志
- 機動警察——結城正美
- 魔法少年賈修——雷句誠
- 潮与虎（港译：《魔力小马》）——藤田和日郎
- 魔偶马戏团——藤田和日郎
- 四葉遊戲──安達充
- 棒球英豪——安达充
- H2——安达充
- ROUGH——安达充
- 多羅羅——手塚治虫
- 銀之匙——荒川弘
- 植木的法則——福地翼
- 植木的法則 PLUS——福地翼
- MAR魔兵傳奇－－安西信行
- 三星的至高料理（日语：★★★のスペシャリテ）——谷古宇剛
- 怪體真書Ø（日语：怪体真書0）（険持ちよ）
- 棒球大聯盟（滿田拓也）
- 只有神知道的世界（若木民喜）
- 史上最強弟子兼一（松江名俊）
- （麻生羽呂）